# Yongin
Yongin (kor. 용인시) ist eine Stadt in der südkoreanischen Provinz Gyeonggi-do. Die Stadt liegt in der Metropolregion Sudogwon südlich von Seoul und hat 1.078.591 Einwohner (Stand: 2019). 2011 betrug die Einwohnerzahl 953.084. Von der Fläche ist Yongin in etwa genauso groß wie Seoul, jedoch sind 54 % der Fläche Yongins bewaldet und 20 % werden landwirtschaftlich genutzt. Auf dem Gyeongbu Expressway ist Seoul in etwa 30 Minuten erreichbar. Auch durch die Bundang-Linie der U-Bahn Seouls ist die Stadt mit Seoul verbunden.
Yongin bekam erst am 1. März 1996 den Status einer Stadt (-si) verliehen. Bürgermeister ist Kim Hak-kyu (김학규).
Das Pharmaunternehmen GC Pharma hat seinen Firmensitz in Yongin.
In Yongin liegt der Freizeitpark Everland mit seinem Wasserpark Caribbean Bay. Eine weitere Attraktion ist das Korean Folk Village, in dem wie in einem Museumsdorf ursprüngliche Gebäude aus verschiedenen Regionen Südkoreas aufgebaut sind; Darstellungen traditionellen Handwerks, Aufführungen koreanischer Tänze und Gastronomie komplettieren das Angebot.
Die Yong-In University und die Universität Kangnam haben in Yongin ihren Sitz. Die Fremdsprachenuniversität Hankuk sowie die Myongji University haben einen Campus in der Stadt.

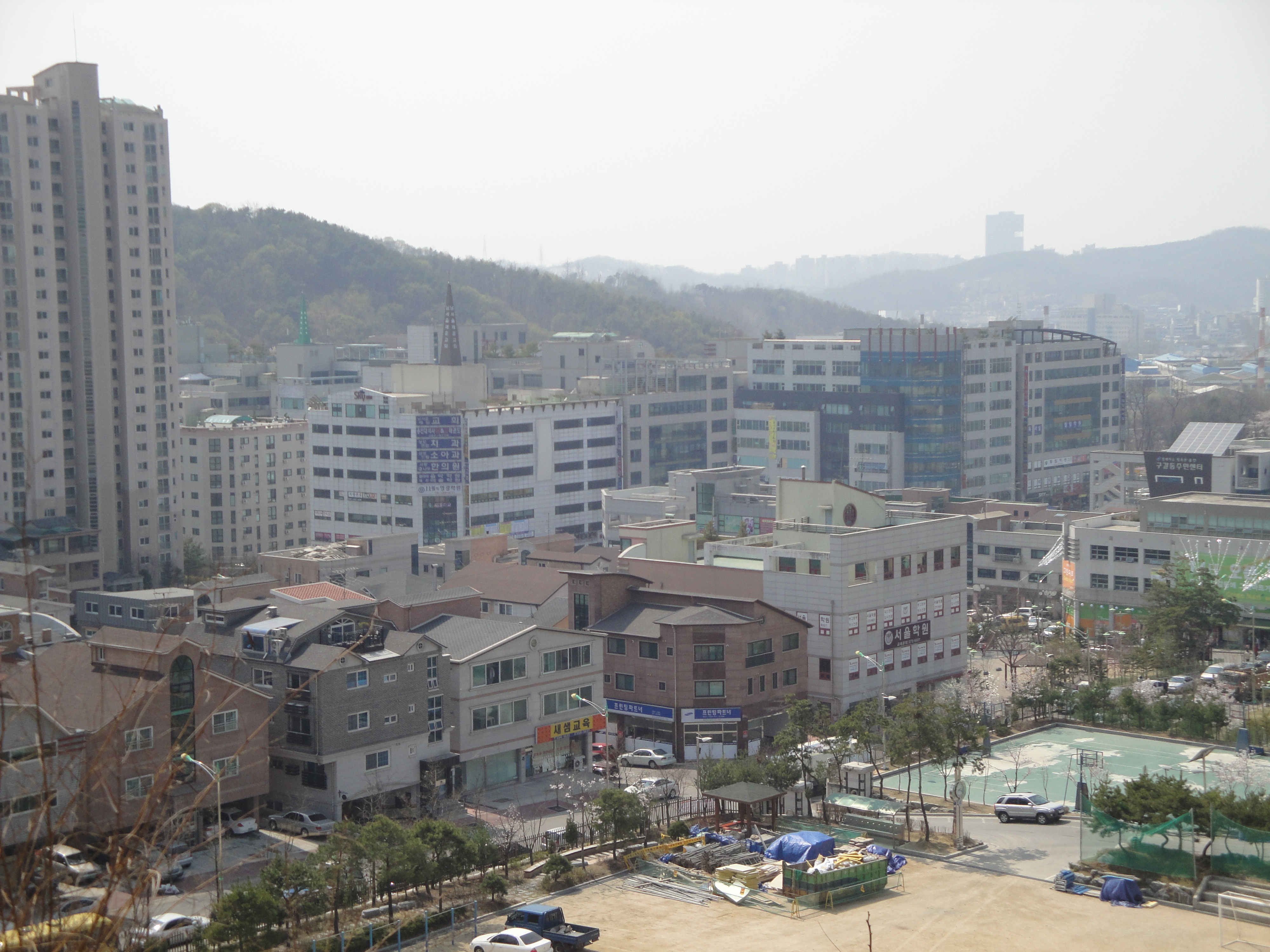
Blick auf Gugal-dong in Yongin
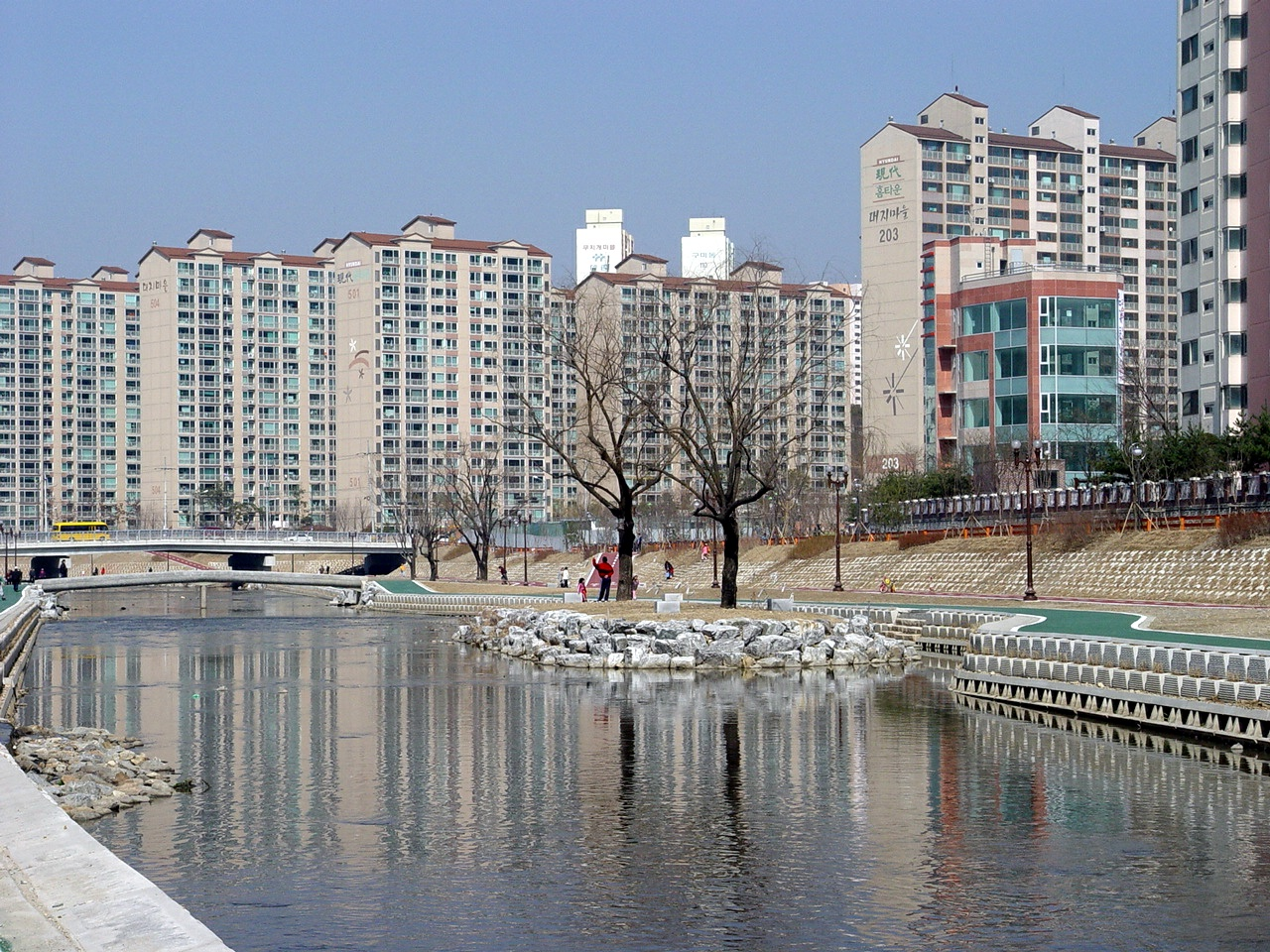
Jukjeon in Yongin
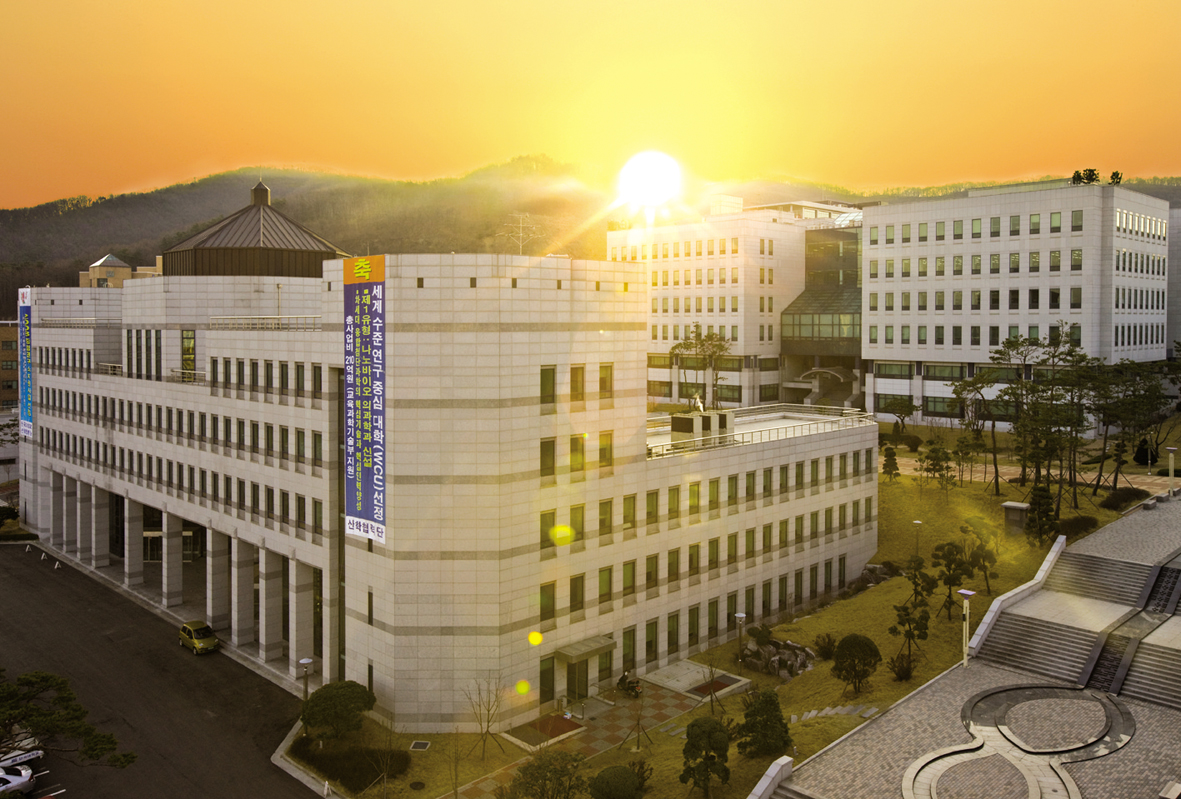
New Start Like University

## Städtepartnerschaften
- Fullerton, Vereinigte Staaten
- Yangzhou, Volksrepublik China
- Provinz Fargʻona, Usbekistan
- Kota Kinabalu, Malaysia
- Kayseri, Türkei
- Redland City, Australien

## Persönlichkeiten
- Cheon Myeong-kwan (* 1964), Schriftsteller und Drehbuchautor
- Yun Young-sun (* 1988), Fußballspieler
- Song Min-kyu (* 1990), Tennisspieler
- Seo Changbin (* 1999), Sänger der Boygroup Stray Kids